# Idalima subaspersa
Idalima subaspersa är en fjärilsart som beskrevs av Walker 1864. Idalima subaspersa ingår i släktet Idalima och familjen nattflyn. Inga underarter finns listade i Catalogue of Life.